# Паквуд (Айова)
Паквуд (англ. Packwood) — місто (англ. city) в США, в окрузі Джефферсон штату Айова. Населення — 183 особи (2020).

## Географія
Паквуд розташований за координатами 41°7′58″ пн. ш. 92°4′57″ зх. д. / 41.13278° пн. ш. 92.08250° зх. д. (41.132725, -92.082476).  За даними Бюро перепису населення США в 2010 році місто мало площу 1,97 км², уся площа — суходіл.

## Демографія
Згідно з переписом 2010 року, у місті мешкали 204 особи в 85 домогосподарствах у складі 52 родин. Густота населення становила 104 особи/км².  Було 96 помешкань (49/км²).
Расовий склад населення:
| - 96,6 % — білих - 1,0 % — чорних або афроамериканців - 0,5 % — вихідців з тихоокеанських островів |

До двох чи більше рас належало 2,0 %. Частка іспаномовних становила 0,5 % від усіх жителів.
За віковим діапазоном населення розподілялося таким чином: 30,4 % — особи молодші 18 років, 53,4 % — особи у віці 18—64 років, 16,2 % — особи у віці 65 років та старші. Медіана віку мешканця становила 41,5 року. На 100 осіб жіночої статі у місті припадало 78,9 чоловіків;  на 100 жінок у віці від 18 років та старших — 97,2 чоловіків також старших 18 років.
Середній дохід на одне домашнє господарство  становив 61 335 доларів США (медіана — 58 500), а середній дохід на одну сім'ю — 74 132 долари (медіана — 76 875). За межею бідності перебувало 3,1 % осіб, у тому числі 0,0 % дітей у віці до 18 років та 8,9 % осіб у віці 65 років та старших.
Цивільне працевлаштоване населення становило 134 особи. Основні галузі зайнятості: освіта, охорона здоров'я та соціальна допомога — 29,1 %, будівництво — 21,6 %, виробництво — 15,7 %.